# Arthur Albiston
Arthur Richard Albiston (Edimburgo, 14 de julho de 1957) é um ex-futebolista escocês.

## Carreira
Arthur Albiston competiu na Copa do Mundo FIFA de 1986, sediada no México, na qual a seleção de seu país terminou na 19º colocação dentre os 24 participantes.